# レーベルコード
レーベルコード（Labelcode; 略記 LC）は、IFPIにより1977年に導入されたコード体系であり、著作権管理において異なるレコードレーベルを確実に識別することを目的としている。レーベルコードは、当初4桁の整数であったが、現在は5桁に拡張され、LC-を前置し LC-0173（ドイツグラモフォン）のように記述される。日本ではRIAJレコード商品番号（規格品番）を採用するなど、IFPIレーベルコードを活用する地域はヨーロッパなどに限られている。
CD盤面またはパッケージ背面に、横置き円筒形でLCと書かれ、表示される。

## 参考
IASA (International Association of Sound and Audiovisual Archives) による定義